# グローブ・カール・ギルバート
グローブ・カール・ギルバート（Grove Karl Gilbert、1843年5月6日 - 1918年5月1日）は、アメリカ合衆国の地質学者・地球科学者である。

## 生涯
ニューヨーク州のロチェスターに生まれた。ロチェスター大学を卒業し、ジョージ・M・フォイラー (George Wheeler) の地理調査に加わり、1874年から1879年の間、ジョン・W・パウエル (John Wesley Powell) のロッキー山脈の調査隊に加わり、The Geology of the Henry Mountains（1877年）を発表した。1879年にアメリカ地質調査所が設立されると上級地質学研究員に任じられ、アメリカ地質調査所で働いた。
1890年に、更新世には湖であったグレートソルト湖についての研究を発表し、その古代の湖をボンネヴィル湖 (Lake Bonneville) と命名した（この地域を探検したベンジャミン・ボンネヴィル (Benjamin Bonneville) に因む）。この地域にみられた地質学的な地形はギルバート型デルタ (Gilbert delta) として知られることになった。
1891年にアリゾナのバリンジャー・クレーター（当時の名称は Coon Butte） の起源について、隕石起源ではなく、火山性水蒸気爆発であると結論づけた。ギルバートは生成されたクレーターのリムの体積が少ないことや、磁気異常のないことから火山性クレーターであるとした。バリンジャー・クレーターは後に隕石衝突起源であることが証明された。一方で、ギルバートは月のクレーターは隕石起源であることを早くから主張したひとりである。
1899年にはエドワード・ヘンリー・ハリマンが企画したアラスカ調査に参加した。
1900年にロンドン地質学会からマーチソン・メダルを受賞した。